# Rue des Piliers-aux-Potiers-d'Étain
La rue des Piliers-aux-Potiers-d'Étain, est une ancienne rue de Paris, disparue en 1866 lors de la construction des nouveaux bâtiments des Halles en 1866. Elle était située dans l'ancien 4e arrondissement de Paris.

## Origine du nom
Ce nom lui vient des potiers d'étain qui s'étaient établis sous les piliers de cette rue.

## Situation
La rue des Piliers-aux-Potiers-d'Étain, longue de 88 mètres, était située dans l'ancien 4e arrondissement, quartier des Marchés et commençait aux 39-44, rue de la Cossonnerie et finissait au 1, rue Pirouette.
Les numéros de la rue étaient noirs. Il n'y avait pas de numéro impair, car c'était le côté du carreau des Halles, et le dernier numéro pair était le no 38.

## Historique
Initialement, on désignait cette rue sous le nom de « rue des Petits-Piliers » ou « rue des Piliers-des-Halles » qui était son vrai nom en raison de la présence de maisons garnies de boutiques de fripiers qui étaient appelées « Piliers-des-Halles »[réf. nécessaire].
Elle est citée dans Le Dit des rues de Paris de Guillot de Paris sous la forme « rue les Avants-des-Halles ».
Elle fut parfois appelée « place du Carreau des Halles ».
Les derniers statuts donnés en 1613 à la communauté des potiers d'étain les qualifient de « maîtres potiers d'étain » et « tailleurs d'armes sur étain », ce qui leur conférait le droit de graver et d'armorier tous les ouvrages d'étain qu'ils fabriquaient. Chaque maître était tenu d'avoir deux poinçons pour marquer son travail, l'un contenait la première lettre du nom de baptême et celui de famille en entier ; l'autre, les deux premières lettres de chaque nom qui devaient être empreintes sur des tables d'essai que gardait le procureur du roi, et sur celles de la communauté, pour y avoir recours en cas de fraude. Il leur était défendu d'enjoliver leurs produits avec de l'or ou de l'argent, à moins que ces travaux ne fussent destinés à parer les églises.
L'apprentissage était de six ans et le compagnonnage de trois ans. Le brevet coûtait 36 livres, et la maîtrise 500 avec chef-d'œuvre.
Les dernières maisons « Piliers-des-Halles » disparurent en 1866 lors de la démolition de la rue de la Tonnellerie pour laisser place à la construction des nouveaux bâtiments des Halles.